# 恩奇区
恩奇区（匈牙利語：Encsi járás），是匈牙利包尔绍德-奥包乌伊-曾普伦州的一个区，总面积378平方公里，总人口21,390人（2011年），人口密度56人/平方公里。中心城市位于恩奇。

## 市镇
恩奇区包含1个城镇和28个村庄。